# Billy Kirton
Billy Kirton (Newcastle upon Tyne, 2 dicembre 1896 – Sutton Coldfield, 27 settembre 1970) è stato un calciatore inglese, di ruolo attaccante.

## Carriera

### Club
Ha collezionato più di 200 presenze con la maglia dell'Aston Villa.

### Nazionale
Nel 1921 ha giocato una partita con la nazionale inglese, segnando nell'occasione anche una rete.

## Palmarès

### Club

#### Competizioni nazionali
- Coppa d'Inghilterra: 1

Aston Villa: 1919-1920